# 帕尔尼莱布瓦
帕尔尼莱布瓦（法語：Pargny-les-Bois，法語發音：[paʁɲi le bwa]）是法国上法蘭西大區埃纳省的一个市镇，属于拉昂区。

## 地理
帕尔尼莱布瓦（49°43'33"N, 3°37'23"E）面积6.83 平方千米，位于法国上法蘭西大區埃纳省，该省份为法国北部内陆省份，北起北部省，西接索姆省和瓦兹省，东临阿登省和马恩省，西南至塞纳-马恩省，东北部与比利时接壤。
与帕尔尼莱布瓦接壤的市镇（或旧市镇、城区）包括：布瓦莱帕尔尼、舍夫勒西-蒙索、塞尔河畔克雷西、舍夫勒西堡、蒙蒂尼叙克雷西。

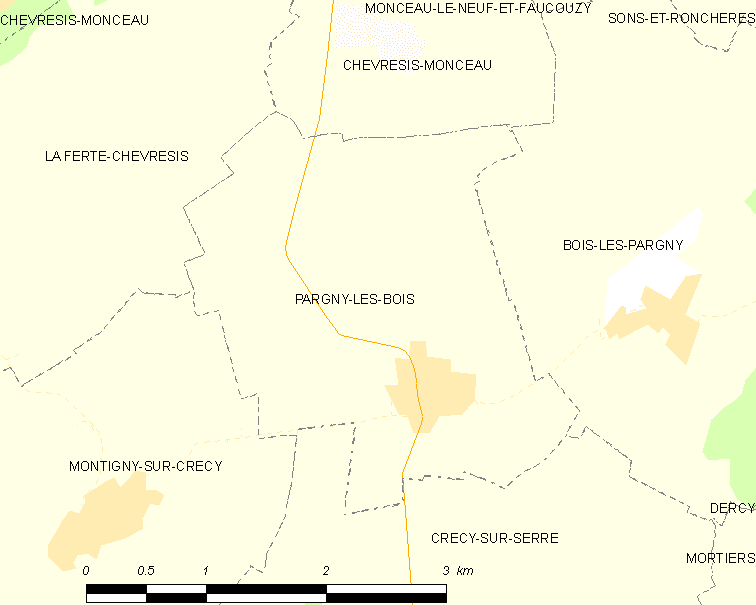
帕尔尼莱布瓦的OSM定位图

帕尔尼莱布瓦的时区为UTC+01:00、UTC+02:00（夏令时）。

## 行政
帕尔尼莱布瓦的邮政编码为02270，INSEE市镇编码为02591。

## 政治
帕尔尼莱布瓦所属的省级选区为马尔勒县。

## 人口

1962-2008年间帕尔尼莱布瓦人口变化图示

帕尔尼莱布瓦于2022年1月1日时的人口数量为140人。